# Rana miażdżona
Rana miażdżona (łac. Vulnus conquassatum) – rana powstająca na skutek silnie działającego tępego urazu. Poddane nadmiernemu ciśnieniu tkanki powodują rozerwanie naczyń krwionośnych i tworzenia się głębokiego krwiaka. Brzegi rany są z reguły nieregularne i najczęściej zanieczyszczone. Może również dojść do zmiażdżenia tkanki kostnej. Stwarza szczególnie duże zagrożenie zakażeniem.

Przeczytaj ostrzeżenie dotyczące informacji medycznych i pokrewnych zamieszczonych w Wikipedii.